# Verbascum globiflorum
Verbascum globiflorum är en flenörtsväxtart som beskrevs av Pierre Edmond Boissier och Noe. Verbascum globiflorum ingår i släktet kungsljus, och familjen flenörtsväxter. Inga underarter finns listade i Catalogue of Life.